# (242) Krimilda
(242) Krimilda es un asteroide perteneciente al cinturón de asteroides descubierto el 22 de septiembre de 1884 por Johann Palisa desde el observatorio de Viena, Austria.
Está nombrado por Krimilda, un personaje de las leyendas germánicas.